# فخرالدین فرزانه
فخرالدین فرزانه از سیاستمداران ایرانی بود، که در دوره‌  هفدهم بعنوان نماینده کرمانشاه در مجلس شورای ملی حضور داشت.